# Mrozowo
Mrozowo – wieś w Polsce położona w województwie kujawsko-pomorskim, w powiecie nakielskim, w gminie Sadki.

## Historia
Wieś Mrozowo w przekazach źródłowych znana już była w 1. połowie XV wieku. Na przestrzeni wieków należała do: Gliszczyńskich, Radzickieh, Gurowskich, Pomianowskich, Grabskich, Biegańskich, Łąckich, a od 1720 roku do Bnińskich. W czasie ostatniej wojny jako treuhänder z ramienia władz okupacyjnych folwarkiem zarządzał Albert Riemann. Mrozowo, leżąc przy ważnym trakcie, posiadało już w okresie staropolskim własną karczmę i co najmniej 2 rzemieślników, w tym kowala. Folwark w Mrozowie na przełomie XIX/XX wieku liczył 17 domów, 285 mieszkańców oraz 737 ha użytków rolnych. Niedaleko drogi stał dworek zarządcy, była szkoła i kaplica, natomiast punkt centralny stanowiło podwórze gospodarcze.

## Obiekty zabytkowe
Ciekawą architektonicznie budowlą Mrozowa jest wspomniany już dworek. Pobudowany został w 1900 roku z cegły czerwonej pełnej palonej i całkowicie otynkowany. Składał się z dwóch kondygnacji, to jest parteru oraz użytkowego poddasza. Z dawnego podwórza gospodarczego zachowały się tylko dwa budynki. Pochodząca z 1920 roku stajnia oraz bukaciarnia z 1890 roku. Niedaleko znajduje się również pochodząca z tamtych czasów stacja transformatorowa. Z dawnej kolonii mieszkalnej zachował się tylko jeden budynek zwany czworakiem oraz budynek szkolny.

## Podział administracyjny
W latach 1975–1998 miejscowość administracyjnie należała do województwa bydgoskiego.

## Demografia
Według Narodowego Spisu Powszechnego (III 2011 r.) liczyła 345 mieszkańców. Jest ósmą co do wielkości miejscowością gminy Sadki.

## Sport
We wsi działa drużyna piłkarska Orion Mrozowo grająca (lata 2008-2011) w klasie B, grupa: Bydgoszcz III, Bydgoszcz IV.

## Rolnictwo
W miejscowości działało państwowe gospodarstwo rolne. Obecnie jako Gospodarstwo Mrozowo wchodzi w skład Stadniny Koni w Dobrzyniewo Sp. z o.o..

## Położenie
Mrozowo znajduje się w odległości 4,5 km od Sadek.